# Sens-Beaujeu
Sens-Beaujeu település Franciaországban, Cher megyében. Lakosainak száma 403 fő (2022. január 1.). Sens-Beaujeu La Chapelotte, Crézancy-en-Sancerre, Menetou-Râtel, Neuilly-en-Sancerre és Le Noyer községekkel határos.

## Népesség
A település népessége az elmúlt években az alábbi módon változott:
| Lakosok száma | 511  | 430  | 398  | 428  | 413  | 400  | 399  | 402  | 402  | 403  |
|               | 1968 | 1982 | 1990 | 2006 | 2013 | 2015 | 2017 | 2019 | 2020 | 2022 |